# Jean-Marie Lustiger

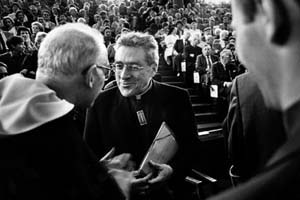
O Cardeal Lustiger em 1987

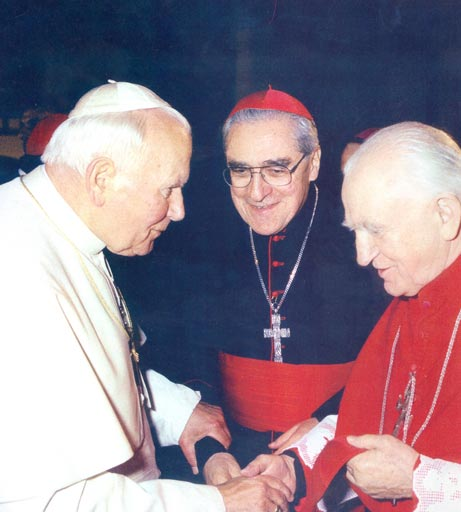
Visita pastoral do Papa João Paulo II à Bósnia e Herzegovina, 12 de abril — 13 de abril de 1997; Encontro com o Cardeal Franjo Kuharć, arcebispo de Zagreb

Jean-Marie Lustiger (Paris, 17 de setembro de 1926 — Paris, 5 de agosto de 2007) foi um clérigo católico francês. Serviu como arcebispo de Paris entre janeiro de 1981 a fevereiro de 2005 e foi criado Cardeal da Igreja Católica Romana em 1983. Um converso do Judaísmo, era conhecido como "o cardeal judeu".

## Biografia
Lustiger nasceu com o nome Aaron Lustiger, filho de Charles e Gisèle Lustiger, família de comerciantes judeus de origem polonesa que se estabelecera na França antes da Primeira Guerra Mundial. A família respeitava as tradições judaicas, mas a educação dos filhos era laica. Ainda criança, experimentou episódios de antissemitismo. Quando os alemães ocuparam a França em 1940, ele foi enviado para a casa de uma família cristã em Orleães. Começou a ler a Bíblia e visitou a catedral de Orleães na Semana Santa, vindo a converter-se ao catolicismo e recebeu o batismo do bispo de Orleães a 21 de agosto de 1940, adotando o nome Jean-Marie. Seus pais relutantemente consentiram com sua conversão, acreditando que era uma precaução sensata a ser tomada em 1941.
Enquanto seu pai se mudou para a Zone libre, sua mãe retornou a Paris para administrar a loja. Quando as prisões de judeus parisienses começaram em 1942, Giselle foi denunciada pela empregada da família e presa pela polícia francesa. Com isso, o bispo de Orleães providenciou para que Jean-Marie vivesse em um seminário fora de Paris. Mais tarde, ele se juntou ao pai e à irmã no sul da França, onde a família permaneceu escondida até a Libertação. Após a guerra, o pai de Lustiger, auxiliado pelo Rabino Chefe de Paris, tentou anular o batismo do filho alegando que Aaron havia se convertido por razões empíricas, um argumento que Jean-Marie negou veementemente.
Lustiger foi educado na Universidade de Paris (Sorbonne), onde se licenciou em artes, e no Instituto Católico de Paris. Fez sua primeira visita a Israel em 1951. Foi ordenado ao sacerdócio em 17 de abril de 1954, pelo bispo Émile-Arsène Blanchet, o mesmo que o ordenara diácono um ano antes, na capela de São José des Carmes no Instituto Católico de Paris. Entre 1954 e 1959 foi um aumônier (capelão) na Universidade de Paris. Entre 1959 e 1969 foi diretor do Centro Richelieu, que treina capelães da universidade. Ele era frequentemente um guia turístico para peregrinos e grupos de estudantes para Roma, Chartres e a Terra Santa. Entre 1969 e 1979, foi pároco da Igreja de Sainte-Jeanne-de-Chantal, no XVI arrondissement de Paris.
Em 10 de novembro de 1979, Lustiger foi nomeado bispo de Orléans pelo Papa João Paulo II. No dia 8 de dezembro de 1979, recebeu a ordenação episcopal do Cardeal François Marty, na Catedral de Orleães, auxiliado pelo arcebispo Eugène-Marie Ernoult e o bispo Daniel Pézeril, na presença do Núncio Apostólico Angelo Felici e dezessete bispos.
Em 31 de janeiro de 1981, foi promovido à sé metropolitana de Paris. Em 12 de março o papa também o nomeou Ordinário para fiéis de rito oriental na França.
Foi elevado a cardeal no consistório de 2 de fevereiro de 1983 com o título de presbítero de Santos Marcelino e Pedro, depois com o de São Luis dos Franceses, em 26 de novembro de 1994.
Durante seu governo, ordenou mais de 250 padres para a arquidiocese. Tornou-se Arcebispo emérito de Paris em 11 de fevereiro de 2005, quando sua renúncia foi aceita, e Ordinário emérito para fiéis de rito oriental na França sem ordinários próprios em 14 de março de 2005. Participou como cardeal eleitor no conclave de 2005.
Tornou-se membro da Académie Française em 15 de junho de 1995, na cátedra do Cardeal Albert Decourtray. Recebeu os títulos de Doutor honoris causa das universidades de Melbourne, Augsbourg e Loyola de Chicago. Foi destinatário do Grande cordão da Ordem Nacional do Cedro (Líbano); Bailio Grã-Cruz de Honra e Devoção da Ordem Soberana e Militar de Malta; Grã-Cruz da Ordem do Infante D. Henrique (Portugal).

## Falecimento e homenagens
Com a aposentadoria, passou a viver no pequeno laranjal no jardim da casa de repouso para padres em Paris. No início de 2007, ele anunciou que estava sofrendo de uma doença grave e, em maio, bastante frágil, fez uma aparição emocionada diante da Académie Française. Após uma longa batalha contra o câncer ósseo e de pulmão, faleceu aos 80 anos.
Antes de morrer, pediu que seu funeral incluísse ambas as religiões, judaica e católica, bem como que uma placa comemorativa fosse colocada dentro de Notre-Dame com os dizeres: "Eu nasci judeu. Recebi o nome do meu avô paterno, Aron, tornei-me cristão pela fé e pelo batismo, e permaneci judeu como os apóstolos".
Centenas de pessoas, incluindo importantes líderes judeus da França, sobreviventes do Holocausto e o presidente francês Nicolas Sarkozy, se reuniram para ver o simples caixão de madeira de Lustiger ser carregado por multidões e colocado na praça de pedra em frente à Notre-Dame. O sobrinho-bisneto de Lustiger, Jonas, leu um salmo em hebraico e francês, e colocou uma tigela de terra coletada de locais judaicos e cristãos na Terra Santa sobre o caixão. Seu primo e sobrevivente de um campo de concentração, Arno Lustiger, liderou a leitura do Kadish do Enlutado, entre uma série de orações centrais ao culto judaico. Depois, a cerimônia se mudou para dentro da catedral, onde o sucessor de Lustiger, Andre Vingt-Trois, liderou uma missa fúnebre. Foi sepultado na cripta da catedral, onde outros arcebispos estão enterrados.
O Papa Bento XVI lembrou "desta grande figura da Igreja na França", destacando-o como "pastor apaixonado pela busca de Deus e pelo anúncio do Evangelho ao mundo", bem como um "homem de fé e de diálogo, que se dedicou generosamente a fim de promover relações cada vez mais fraternas entre cristãos e judeus". O presidente Nicolas Sarkozy disse que desaparecera uma das maiores figuras da vida espiritual e religiosa do País. Outros importantes políticos do país, como o primeiro-ministro François Fillon, o líder centrista François Bayrou, o presidente da Assembleia Nacional Bernard Accoyer, além do presidente da comunidade judaica francesa Richard Prasquier e mesmo a Mesquita de Paris, saudaram a memória do Cardeal e prestaram suas homenagens. O presidente do Congresso Judaico Mundial, lamentou seu falecimento, dizendo "Ele sempre soube o que o antissemitismo, a perseguição e o ódio significavam para o povo judeu, e ele lutou arduamente para superá-los. É por isso que ele será lembrado por muitos no mundo judaico".

## Posições públicas e relação com o judaísmo
Quando empossado como bispo de Orleães, Lustiger evitou qualquer referência ao seu antecessor liberal Guy-Marie Riobé, um pacifista intimamente ligado à Ação Católica. O clero francês liberal considerou a nomeação de Lustiger como arcebispo uma derrota para eles e não conseguiu ser eleito presidente da Conferência Episcopal da França em quatro ocasiões. Ganhou a amizade do Papa João Paulo II, mas não tinha a simpatia de membros da Cúria Romana. Embora ele apoiasse totalmente as opiniões de João Paulo II sobre bioética, ele considerava o uso do preservativo aceitável se um dos parceiros tivesse HIV. Ele fundou a ONG Tibériade para atender pacientes com AIDS. Ele foi considerado, principalmente por seus críticos, como autoritário.
Era conservador, opondo-se ao aborto e à ordenação de mulheres. Criou uma estação de rádio cristã, a Rádio Notre Dame, em 1981 e expôs questões desde a onda de calor na Europa em 2003 que matou milhares de pessoas na França até a construção de uma Europa unida. Também foi o responsável pela fundação do KTO, canal de televisão católico em língua francesa, em 1999.
Em 1984, um ano após ser feito cardeal, dirigiu os protestos multitudinários contra um projeto de lei que pretendia restringir as ajudas públicas às escolas confessionais. Foi uma vitória para ele, pois o ministro Alain Savary se demitiu, a lei não foi promulgada e o presidente Mitterrand descobriu a teimosia e a força de convicção do cardeal. Ele desenvolveu relações de trabalho bastante boas com o governo de Mitterrand, apesar de suas divergências. Em 1996, foi ele quem celebrou a missa em Notre-Dame, em honra ao presidente socialista morto, com quem teve uma boa amizade.
Durante as comemorações do bicentenário da Revolução Francesa em 1989, ele se opôs ao Ministro da Cultura Jack Lang sobre a panteonização do Abade Grégoire, um dos primeiros padres a fazer o juramento sobre a Constituição Civil do Clero. Por isso, ele foi criticado pela revista católica liberal Golias.
Após o cisma de Marcel Lefebvre em 1988, Lustiger tentou reduzir as tensões com os católicos tradicionalistas, celebrando uma missa tridentina e enviando o padre conservador Patrick Le Gal como seu emissário para Lefebvre. Junto com o cardeal Albert Decourtray, ele criticou fortemente A Última Tentação de Cristo de Martin Scorsese, entrando em conflito com o bispo liberal Jacques Gaillot.
Em 1996 e 1997, organizou as visitas de João Paulo II à França, a segunda durante a Jornada Mundial da Juventude, reunindo mais de um milhão de pessoas, além de ter sido o inspirador e conselheiro da viagem papal a Jerusalém em 2000 e mentor e amigo para futuros planejadores da Jornada Mundial da Juventude.
Na Academia Francesa, se ocupava da atualização de todos os termos relacionados com a espiritualidade. Quatro meses antes de morrer, Lustiger participou pela última vez da reunião semanal de acadêmicos e se despediu deles, comunicando-lhes que não poderia continuar o trabalho do dicionário porque a doença o impediria devido ao tratamento que exigia o alívio da dor.
Como cardeal, Lustiger começou a atrair a atenção internacional. Ele foi considerado Papabile. Certos círculos católicos interpretaram a Profecia de Malaquias em referência a ele como um papa judeu. Era considerado como um provável sucessor de João Paulo II, considerando sua origem polonesa e defesa firme das visões conservadoras do Papa diante de muita hostilidade da opinião católica liberal na França.
Ele considerava o cristianismo como a realização do judaísmo, e o Novo Testamento como a continuação lógica do Antigo Testamento. Em Le Choix de Dieu (1987), ele declarou que o antissemitismo moderno era o produto do Iluminismo, cuja filosofia ele atacou. Também foi um crítico ferrenho das ideias racistas de Jean-Marie Le Pen.
Seu papel proeminente na busca da conversão de judeus ao catolicismo era fortemente condenada em Israel e na diáspora judaica. Essa hostilidade atingiu seu auge em 1995, quando Cardeal Lustiger foi convidado a discursar em uma conferência na Universidade Hebraica em Tel Aviv sobre "o silêncio de Deus durante o Holocausto". O Rabino Chefe (Ashkenazi) interrompeu sua visita a Israel acusando-o publicamente de "trair seu povo e sua religião". Lustiger, profundamente magoado com o ataque, respondeu que era a primeira vez que ouvia que era "pior ser batizado do que cometer os crimes de Hitler".
Poucos dias após a sua nomeação para Paris, surgiram polêmicas relativamente à sua declaração: “Sempre me considerei judeu, mesmo que esta não seja a opinião dos rabinos". Foi o principal responsável para que o episcopado francês reconhecesse seu silenciamento ou cumplicidade durante a perseguição judaica durante Pétain, e elemento fundamental na resolução do imbróglio criado por algumas monjas carmelitas polonesas instaladas junto a Auschwitz. Com essas ações, conquistou o reconhecimento e o respeito de grande parte do mundo judaico. O Cardeal Lustiger representou o pontífice em cerimônias em janeiro de 2005 que marcaram o 60º aniversário da libertação de Auschwitz.

## Obras e trabalhos publicados
- 1978  Sermons d’un curé de Paris  (Fayard)
- 1981  Pain de vie et peuple de Dieu  (Critérion)
- 1985  Osez croire  (Le Centurion)
- 1985  Osez vivre  (Le Centurion)
- 1986  Premiers pas dans la prière  (Nouvelle Cité)
- 1986  Prenez place au cœur de l’Église  (Office chrétien des handicapés)
- 1987  Six sermons aux élus de la Nation, 1981-1986  (Le Cerf)
- 1987  Le Choix de Dieu. Entretiens avec Jean-Louis Missika et Dominique Wolton  (Le Fallois)
- 1988  La Messe  (Bayard)
- 1990  Dieu merci, les droits de l’homme  (Critérion)
- 1990  Le Sacrement de l’onction des malades  (Le Cerf)
- 1990  Le Saint-Ayoul de Jeanclos (in collaboration with Alain Peyrefitte)  (Fayard)
- 1991  Nous avons rendez-vous avec l’Europe  (Mame)
- 1991  Dare to rejoice (American compilation)  (Our Sunday Visitor)
- 1992  Petites paroles de nuit de Noël  (Le Fallois)
- 1995  Devenez dignes de la condition humaine  (Flammarion)
- 1997  Le Baptême de votre enfant  (Fleurus)
- 1997  Soyez heureux  (Éd. Nil)
- 1999  Pour l'Europe, un nouvel art de vivre  (PUF)
- 2000  Les prêtres que Dieu donne  (Desclée de Brouwer)
- 2001  Comme Dieu vous aime. Un pèlerinage à Jérusalem, Rome et Lourdes  (Parole et silence)
- 2002  La Promesse  (Parole et Silence)
- 2004  Comment Dieu ouvre la porte de la foi  (Desclée de Brouwer)